# Hitrádio FM Plus
Hitrádio FM Plus (dříve Rádio FM Plus) je soukromá regionální rozhlasová stanice na území Karlovarského a Plzeňského kraje. V Plzeňském kraji se jedná o 4. nejposlouchanější rozhlasovou stanici s denním zásahem 36 000 posluchačů, v Karlovarském kraji se jedná o 2. nejposlouchanější rozhlasovou stanici.

## Historie
Stanice začala vysílat 29. listopadu 1991 pod názvem Rádio FM Plus. První odvysílanou větu prohlásil Jindra Synáč: „Vážení posluchači, konečně jste se dočkali, od dnešního dne nás uslyšíte každý den. Začíná vysílat Rádio FM Plus!“. Už během prvního roku si rádio získalo pevný posluchačský základ. Ve vysílání se hledali psi, auta, prodávaly předměty, zvalo na kulturní akce, vyhrávaly pěkné ceny, policisté napomínali občany a jeden čas se dokonce živě vysílalo ze zimního stadionu – rádio zkrátka žilo s lidmi, což bylo také zmíněno v jeho sloganu. Od dubna 2008 se rádio programově začlenilo do sítě Hitrádií.
Od 4. dubna 2022 vysílá i na frekvencích Hitrádia Dragon, které bylo s Hitrádiem FM Plus sloučeno.

## Program
| Pořad                                | Moderátor/ři                            | čas           | den     |
| ------------------------------------ | --------------------------------------- | ------------- | ------- |
| Snídaně šampionů na Hitrádiu FM Plus | Michal Knejp & Kateřina Pechová (po-čt) | 5:00 – 9:00   | po-pá   |
| Dopoledne na Hitrádiu FM Plus        | Jiří Pelnář                             | 9:00 – 12:00  | po – pá |
| Dopoledne na Hitrádiu FM Plus        | Kateřina Skutková                       | 12:00 – 15:00 | po – pá |
| Divokej západ na Hitrádiu FM Plus    | Jakub Rada a David Brabec               | 15:00 – 19:00 | po – pá |
| Večerní hudební speciály Hitrádia    | Michal Klein                            | 19:00 – 22:00 | po – pá |
|                                      |                                         |               |         |

## Vysílače
Hitrádio FM Plus je šířeno z následujících FM vysílačů:
| Vysílač                     | Kmitočet  | Výkon (ERP) | Polarizace   |
| --------------------------- | --------- | ----------- | ------------ |
| Příbram                     | 87,6 MHz  | 0,4 kW      | vertikální   |
| Rokycany                    | 88 MHz    | 0,1 kW      | vertikální   |
| Sušice – rozhledna Svatobor | 88,1 MHz  | 0,15 kW     | vertikální   |
| Cheb                        | 90 MHz    | 1 kW        | vertikální   |
| Aš                          | 90 MHz    | 0,1 kW      | horizontální |
| Sedlec                      | 92,4 MHz  | 0,5 kW      | vertikální   |
| Železná Ruda                | 97,2 MHz  | 0,2 kW      | vertikální   |
| Tachov                      | 98,3 MHz  | 0,1 kW      | vertikální   |
| Karlovy Vary                | 99,7 MHz  | 1 kW        | horizontální |
| Beroun                      | 100,2 MHz | 0,4 kW      | vertikální   |
| Mariánské Lázně             | 102,8 MHz | 5 kW        | vertikální   |
| Sokolov                     | 102,9 MHz | 0,1 kW      | vertikální   |
| Klatovy                     | 105,8 MHz | 10 kW       | vertikální   |
| Plzeň                       | 106,1 MHz | 3,16 kW     | vertikální   |
| Jáchymov                    | 107,4 MHz | 0,4 kW      | vertikální   |
| Domažlice                   | 107,8 MHz | 0,1 kW      | vertikální   |